# Ive
Az IVE (hangul: 아이브) dél-koreai lányegyüttes, melyet a Starship Entertainment hozott létre. Az együttesnek hét tagja van: Gaeul, An Yu-jin, Rei, Jang Won-young, Liz és Leeseo. Az IVE fülbemászó dalairól híres, továbbá a sok újonc díjról, amelyeket eddigi pályafutásuk során sikerült nyerniük.   
Az Ive 2021. december 1-én debütált Eleven kislemezükkel, amelyet nem sokkal később a Love Dive (2022) album követett, melynek fő dala, a Love Dive a Golden Disc Awards, a MAMA Awards és a Melon Music Awards "Az Év Dala" jelöltje lett. Harmadik albumuk, az After Like (2022) szintén nagy sikert aratott.
2023-ban kiadták első stúdió albumjuk, az I've Ive-ot, mely egyöntetű sikernek örvendett. A lányoknak sikerült megnyerniük a Melon Music Award "Az Év Albuma" díját. Ezen kiadásuk követte az I've Mine album, majd 2024-ben az Ive Switch. Az Ive 2024-ben a Lollapaloozán is részt vett, a 2025-ös párizsi eseményen is ott lesznek majd. 

## A nevük
Az Ive neve az angol I have kifejezésből ered.  Ez arra utal, hogy az együttes önbizalommal telve meg akarja mutatni a hallgatóknak azt, ami nekik van. 

## Karrier

### 2017–2021: Pre-debüt
Wonyoung és Yujin, akik a Starship Entertainment-et képviselték, részt vettek a 2018-as Produce 48 reality versenyben, melyet külön-külön első és ötödik helyen végeztek, ezáltal a projekt lánycsapat (Iz*One) tagjaivá válva. Az együttesnek tagjai is voltak egészen 2021. április 29-ig, mikor is az Iz*One disbandolt.
Gaeul 2017-ben csatlakozott a Starship Entertainment-hez miután egy incheoni táncversenyen "felderítették".  Rei 2018-ban csatlakozott a kiadóhoz, miután átjutott a japán Loen Friends Global Audition-on. Azon év májusában Koreába költözött, és megkezdte a tréninget. Leeseo gyerekmodell volt az SM Entertainment-nél, míg Liz egy 2019-es meghallgatás által lépett be a kiadóba.

### 2021-2022: Debüt
2021. november 2-án a Starship Entertainment bejelentette, hogy egy új lánycsapatot fognak bemutatni a 2016-os WJSN együttes után. A tagokat november 3 és 8 között mutatták be, ilyen sorrendben: Yujin, Gaeul, Wonyoung, Liz, Rei és Leeseo. November 8-án a kiadó megerősítette azt, hogy a csapat december 1-én fog debütálni, majd két nap múlva közzétették a csapat első albumjának nevét. December 1-én az együttes kiadta első kislemezét, az Eleven-t. Broadcast debütjük a KBS2 Music Bank-en történt december 3-án, ahol az "Eleven" dalt adták elő.
Az "Eleven" nagy siker volt, a Billboard World Digital Song Sales listáján kilencedik helyen végzett, a Circle Digital Chart listán pedig második helyen. December 8-án, pontosan egy héttel a debüt után, Ive megnyerte az első zenei show díját az MBC M's Show Champion-on. Az "Eleven" végül 13 díjat zsebelt be.
2022. április 5-én az Ive megjelentette második kislemezét, a Love Dive-ot. A "Love Dive" dal a Circle Digital Chart legelső helyén végzett, a Billboard Global Excl. US listán pedig tizedik helyett sikerült elérnie. További 29 hétig maradt a listán.
A csapat különböző díjakat nyert a Genie Music Awards-on, a Circle Chart Music Awards-on és a Seoul Music Awards-on.
Május 14-én és 15-én az Ive a Kpop Flex keretében Frankfurtban adott elő, mely a Deutsche Bank Park-ban került megrendezésre. Egy hónap múlva a Jamsil Stadium-ban adtak elő, Szöülban.
Augusztus 22-én a csapat harmadik kislemezükkel érkezett, az After Like-kal. Az "After Like" a Circle Digital Chart listáján első helyet ért el, továbbá tökéletes all-killt ért el. Az "After Like" 14 díjat nyert, ezzel a 2022-es év legtöbb díjat nyerő K-pop dalává vált. Az album később több mint 1,700,000 példányban kelt el.
Október 19-én megjelent az "Eleven" japán verziója. 
November 26-án az Ive elnyerte első daesang-ját, mely az egyik legfontosabb koreai díj a zeneiparban. A 2022-es Melon Music Awards-on kapták a daesang díjat, ők nyerték meg "Az Év Dala" címet. Később még három daesang-ot nyertek. 2022. december 20-án nyilvánosságra került az, hogy az Ive felkerül majd a Vogue Korea januári számának borítójára.

### 2023:I've Ive
2023. január 16-án az Ive kiadta második japán kislemezét, a "Love Dive"-ot. Február 11 és 24 között az első turnéjukon vettek részt, melynek során meglátogatták Szöült, Jokohamát és Kóbét.
Március 16-án a Starship Entertainment bejelentette, hogy az Ive április 10-én kiadja első stúdió albumát, az I've Ive-ot. Előre megjelentették az album egyik dalát, a "Kitsch"-et, mely a Circle Digital Chart listának első helyére került, tökéletes all-killt elérve különböző koreai zenei listákon.
Április 10-én megjelent az I've Ive albumuk, melynek "I Am" nevű dala a Circle Digital Chart listájának első helyén végzett, ezzel pedig az együttes harmadik olyan dala lett, melynek sikerült tökéletes all-killel teljesítenie.
Április 11-én a kiadó bejelentette, hogy Rei egészségügyi okok miatt ideiglenesen felfüggeszti zenei munkásságát, ám május 26-án Rei visszatért. Május 31-én az Ive első japán EP-je, a Wave első helyen debütált az Oricon napi albumlistáján, továbbá a heti listán is. A Billboard Japan Hot Albums listáján is első helyet ért el, továbbá a japán Recording Industry Association arany igazolással minősítette az albumot.

### 2023–mostanáig
2023 augusztusában a Starship Entertainment nyilvánosságra hozta, hogy a csapat októbertől kezdve egy világtúrára indul Show What I Have néven. Szeptember 3-án az Ive belejentette, hogy az I've Mine albumuk október 13-án fog megjelenni. 2024. január 19-én az Ive megjelentette első angol daluk, az "All Night"-ot. Ez a dal a svéd Icona Pop popduó "All Night" dalának remixe. November 8-án a csapat David Guetta-val kollaborált, és közösen megjelentették a "Supernova Love" dalt.
2025. február 3-án az Ive kiadta az Ive Empathy albumot, melynek két fő dala, a "Rebel Heart" és az "Attitude" a Circle Digital Chart top 10 dala közé is bekerült, a "Rebel Heart" első helyre is felkerült, szintén all-killt teljesítve. Harmadik japán albumjuk, a Be Alright július 30-án jelenik majd meg.

## Műérzék
Ive zenéjét a textúrált elektronikus hangszerelés, a fülbemászó dallamok és a dinamikus ütemek keveréke jellemzi. A 2021 végén történt debütálásuk óta a csapat sokoldalúságáról tett tanúbizonyságot, amikor különböző műfajokat fedeztek fel, többek között a dance-popot, a nu-discót és az R&B-t is. 
Szövegeik gyakran az identitás, az önismeret és az önszeretet introspektív témáit járják körül. Az olyan számokon keresztül, mint az „Either Way” és a „My Satisfaction”, a személyes fejlődés összetettségével szembesülnek.

## Tagok
- Gaeul (가을) – táncos rapper
- An Yu-jin (안유진) – leader, táncos, énekes
- Rei (레이) – rapper, énekes
- Jang Won-young (장원영) – énekes, visual
- Liz (리즈) – énekes
- Leeseo (이서) - énekes